# Celtis boninensis
Celtis boninensis là một loài thực vật có hoa trong họ Cannabaceae. Loài này được Koidz. mô tả khoa học đầu tiên năm 1913.